# Campeonato Colombiano de Futebol de 2022 – Primeira Divisão
A Primeira Divisão do Campeonato Colombiano de Futebol de 2022, oficialmente conhecida como Liga BetPlay DIMAYOR 2022 por conta do patrocínio, foi a 75ª temporada da Categoría Primera A, a principal divisão do futebol colombiano (e a 93ª edição como primeira divisão). A liga contou com a participação de 20 times e será organizada pela División Mayor del Fútbol Colombiano (DIMAYOR), entidade esportiva responsável em âmbito nacional pelo futebol colombiano profissional e ligada à Federação Colombiana de Futebol (FCF), entidade máxima do futebol na Colômbia. A temporada começou em 20 de janeiro e foi concluída em novembro de 2022. O certame foi dividido em dois torneios próprios e independentes, o Torneo Apertura no primeiro semestre do ano e o Torneo Clausura no segundo semestre, e por conta disso, coroou dois campeões.

## Regulamento

### Sistema de disputa
A Liga BetPlay de 2022 foi dividida em dois torneios oficiais: Cada um desses torneios terá três fases: primeira fase, semifinal e final. Na primeira fase, em ambos os torneios, os times se enfrentam em turno único no sistema de pontos corridos (todos contra todos), num total de 19 rodadas, além de jogarem 1 partida extra contra o seu rival, totalizando 20 rodadas. Os oito melhores avançam para o mata-mata, em caso de igualdade na pontuação, são critérios de desempate:
1. melhor saldo de gols,
2. mais gols pró,
3. mais gols pró como visitante,
4. menos gols sofridos como visitante,
5. sorteio.

Na semifinal os oito times serão sorteados em 2 grupos com quatro times, os jogos acontecerão no sistema ida-volta, totalizando 6 rodadas. Ao final, os líderes de cada grupo jogarão a final do torneio, em caso de igualdade na pontuação, são critérios de desempate:
1. melhor saldo de gols,
2. mais gols pró,
3. mais gols pró como visitante,
4. menos gols sofridos como visitante,
5. sorteio.

A final será realizada em duas partidas, em caso de igualdade na pontuação, são critérios de desempate:
1. melhor saldo de gols;
2. disputa de pênaltis.

Sobre o rebaixamento: dois times serão rebaixados para o Torneo BetPlay II ao final da temporada.

### Vagas em outras competições
Ao final da temporada, os campeões do Torneo Apertura e Torneo Clausura, e o clube mais bem posicionado (com exceção dos dois campeões) da classificação geral se classificam à Taça Libertadores de 2023, os quatro clubes subsequentes (com exceção dos já classificados à Taça Libertadores) se classificam à Copa Sul-Americana de 2023.

## Participantes

### Promovidos e rebaixados da temporada anterior
20 times participarão da temporada, 18 deles que permaneceram da temporada anterior e mais dois times promovidos do Torneo BetPlay (segunda divisão) de 2021. Os times promovidos são o Cortuluá e o Unión Magdalena.
| Clube           | Promovido como                    |
| --------------- | --------------------------------- |
| Unión Magdalena | Campeão da Primera B de 2021      |
| Cortuluá        | Vice-campeão da Primera B de 2021 |

| Clube            | Rebaixado como           |
| ---------------- | ------------------------ |
| Deportes Quindío | 19º da Primera A de 2021 |
| Atlético Huila   | 20º da Primera A de 2021 |

### Informações dos clubes
| Equipe                 | Cidade          | Departamento    | Estádio (mando)                | Título (último)        |
| ---------------------- | --------------- | --------------- | ------------------------------ | ---------------------- |
| Águilas Doradas        | Rionegro        | Antioquia       | Alberto Grisales               | 0 (nenhum)             |
| Alianza Petrolera      | Barrancabermeja | Santander       | Daniel Villa Zapata            | 0 (nenhum)             |
| América de Cali        | Cali            | Valle del Cauca | Pascual Guerrero               | 15 (último em 2020)    |
| Atlético Bucaramanga   | Bucaramanga     | Santander       | Alfonso López                  | 0 (nenhum)             |
| Atlético Nacional      | Medellín        | Antioquia       | Atanasio Girardot              | 16 (último em 2017–I)  |
| Cortuluá               | Tuluá           | Valle del Cauca | Estadio Doce de Octubre        | 0 (nenhum)             |
| Deportes Tolima        | Ibagué          | Tolima          | Manuel Murillo Toro            | 3 (último em 2021–I)   |
| Deportivo Cali         | Cali            | Valle del Cauca | Deportivo Cali                 | 10 (último em 2021–II) |
| Deportivo Pasto        | Pasto           | Nariño          | Departamental Libertad         | 1 (em 2006–I)          |
| Deportivo Pereira      | Pereira         | Risaralda       | Hernán Ramírez Villegas        | 0 (nenhum)             |
| Envigado               | Envigado        | Antioquia       | Polideportivo Sur              | 0 (nenhum)             |
| Independiente Medellín | Medellín        | Antioquia       | Atanasio Girardot              | 6 (último em 2016–I)   |
| Jaguares               | Montería        | Córdoba         | Jaraguay                       | 0 (nenhum)             |
| Junior Barranquilla    | Barranquilla    | Atlántico       | Metropolitano Roberto Meléndez | 9 (último em 2019–I)   |
| La Equidad             | Bogotá          | Cundinamarca    | Metropolitano de Techo         | 0 (nenhum)             |
| Millonarios            | Bogotá          | Cundinamarca    | Nemesio Camacho El Campín      | 15 (último em 2017–II) |
| Once Caldas            | Manizales       | Caldas          | Palogrande                     | 4 (último em 2010–II)  |
| Patriotas              | Tunja           | Boyacá          | La Independencia               | 0 (nenhum)             |
| Santa Fe               | Bogotá          | Cundinamarca    | Nemesio Camacho El Campín      | 9 (último em 2016–II)  |
| Unión Magdalena        | Santa Marta     | Magdalena       | Estadio Sierra Nevada          | 1 (último em 1968)     |

## Torneo Apertura

### Classificação da Primeira fase
| Pos | Equipe                 | Pts | J  | V  | E | D  | GP | GC | SG  | Classificação                                 |
| --- | ---------------------- | --- | -- | -- | - | -- | -- | -- | --- | --------------------------------------------- |
| 1   | Millonarios            | 42  | 20 | 13 | 3 | 4  | 23 | 11 | +12 | Avançam para as semifinais do Torneo Apertura |
| 2   | Deportes Tolima        | 40  | 20 | 12 | 4 | 4  | 29 | 14 | +15 | Avançam para as semifinais do Torneo Apertura |
| 3   | Atlético Nacional      | 36  | 20 | 10 | 6 | 4  | 26 | 15 | +11 | Avançam para as semifinais do Torneo Apertura |
| 4   | Independiente Medellín | 34  | 20 | 10 | 4 | 6  | 25 | 19 | +6  | Avançam para as semifinais do Torneo Apertura |
| 5   | Junior de Barranquilla | 32  | 20 | 10 | 2 | 8  | 30 | 21 | +9  | Avançam para as semifinais do Torneo Apertura |
| 6   | Envigado               | 31  | 20 | 8  | 7 | 5  | 22 | 21 | +1  | Avançam para as semifinais do Torneo Apertura |
| 7   | La Equidad             | 30  | 20 | 7  | 9 | 4  | 21 | 16 | +5  | Avançam para as semifinais do Torneo Apertura |
| 8   | Atlético Bucaramanga   | 29  | 20 | 8  | 5 | 7  | 27 | 25 | +2  | Avançam para as semifinais do Torneo Apertura |
| 9   | Alianza Petrolera      | 29  | 20 | 7  | 8 | 5  | 22 | 20 | +2  |                                               |
| 10  | Santa Fe               | 27  | 20 | 7  | 6 | 7  | 29 | 26 | +3  |                                               |
| 11  | Jaguares               | 27  | 20 | 8  | 3 | 9  | 26 | 29 | −3  |                                               |
| 12  | Once Caldas            | 26  | 20 | 6  | 8 | 6  | 18 | 18 | 0   |                                               |
| 13  | Águilas Doradas        | 25  | 20 | 7  | 4 | 9  | 17 | 26 | −9  |                                               |
| 14  | Deportivo Pereira      | 23  | 20 | 6  | 5 | 9  | 21 | 26 | −5  |                                               |
| 15  | América de Cali        | 23  | 20 | 6  | 5 | 9  | 20 | 25 | −5  |                                               |
| 16  | Deportivo Pasto        | 22  | 20 | 5  | 7 | 8  | 16 | 20 | −4  |                                               |
| 17  | Patriotas Boyacá       | 21  | 20 | 5  | 6 | 9  | 19 | 23 | −4  |                                               |
| 18  | Cortuluá               | 20  | 20 | 5  | 5 | 10 | 21 | 27 | −6  |                                               |
| 19  | Deportivo Cali         | 18  | 20 | 4  | 6 | 10 | 14 | 24 | −10 |                                               |
| 20  | Unión Magdalena        | 11  | 20 | 2  | 5 | 13 | 8  | 28 | −20 |                                               |

### Desempenho por rodada
|          | 1ª  | 2ª  | 3ª  | 4ª  | 5ª  | 6ª  | 7ª  | 8ª  | 9ª  | 10ª | 11ª | 12ª | 13ª | 14ª | 15ª | 16ª | 17ª | 18ª | 19ª | 20ª |
| Apertura | JUN | JAG | ATN | JAG | TOL | TOL | TOL | TOL | MIL | MIL | MIL | MIL | MIL | ATN | ATN | ATN | TOL | TOL | TOL | MIL |

#### Resultados da Primeira Fase
| Mandante \ Visitante   | AGU | APE | AME | BUC | NAC | COR | TOL | CAL | PAS | PER | ENV | DIM | JAG | JUN | EQU | MIL | ONC | PAT | SFE | MAG |
| ---------------------- | --- | --- | --- | --- | --- | --- | --- | --- | --- | --- | --- | --- | --- | --- | --- | --- | --- | --- | --- | --- |
| Águilas Doradas        | —   | —   | 2–0 | 1–1 | 1–0 | 2–2 | —   | —   | 1–0 | 1–0 | 1–2 | —   | 1–1 | —   | —   | —   | 1–1 | 1–0 | —   | —   |
| Alianza Petrolera      | 2–1 | —   | —   | 2–2 | —   | 0–0 | 0–2 | —   | —   | 2–1 | 2–2 | 1–1 | 2–0 | —   | —   | —   | 2–0 | 2–1 | —   | —   |
| América de Cali        | —   | 0–1 | —   | 3–0 | —   | —   | —   | 1–1 | —   | —   | 1–0 | 1–3 | —   | —   | 1–1 | 3–2 | 2–0 | —   | 2–2 | 1–0 |
| Atlético Bucaramanga   | —   | 2–1 | —   | —   | 3–1 | 3–2 | —   | 1–0 | 0–1 | —   | 1–2 | 2–3 | 1–0 | —   | —   | 0–0 | —   | 1–1 | —   | —   |
| Atlético Nacional      | —   | 0–0 | 2–0 | —   | —   | —   | 0–1 | —   | —   | 1–1 | —   | 2–0 | 3–1 | 3–1 | —   | —   | 0–0 | —   | 2–1 | 1–0 |
| Cortuluá               | —   | —   | 2–0 | —   | 1–1 | —   | 1–3 | —   | 0–1 | 2–1 | 1–1 | —   | —   | 1–0 | 0–2 | —   | —   | 1–0 | 1–1 | —   |
| Deportes Tolima        | 3–0 | —   | 1–0 | 2–1 | —   | 3–2 | —   | —   | 0–1 | —   | 1–1 | —   | —   | 0–2 | —   | —   | —   | 1–2 | 3–0 | 2–1 |
| Deportivo Cali         | 0–1 | 1–1 | 0–1 | —   | 3–3 | 2–1 | 0–1 | —   | —   | 1–0 | —   | —   | —   | 1–1 | —   | 0–2 | —   | —   | 1–1 | —   |
| Deportivo Pasto        | —   | 1–1 | 3–1 | —   | 0–1 | —   | —   | 2–0 | —   | 2–2 | —   | —   | 1–1 | —   | 1–1 | 0–1 | —   | 0–0 | 2–4 | —   |
| Deportivo Pereira      | —   | —   | 1–1 | 0–3 | —   | —   | 0–2 | —   | —   | —   | —   | 1–1 | 2–1 | 1–0 | 2–3 | 1–0 | 0–1 | —   | —   | 2–0 |
| Envigado               | 1–0 | —   | —   | —   | 1–2 | —   | —   | 1–0 | 1–0 | 2–1 | —   | —   | 3–1 | —   | 1–1 | 0–0 | 1–1 | —   | 1–0 | —   |
| Independiente Medellín | 4–0 | —   | —   | —   | 0–0 | 3–1 | 1–0 | 2–0 | 1–0 | —   | 2–1 | —   | —   | 2–0 | —   | 1–0 | —   | —   | —   | 0–0 |
| Jaguares               | —   | —   | 1–1 | —   | —   | 2–1 | 0–2 | 2–1 | 1–0 | —   | —   | 3–0 | —   | —   | —   | 1–2 | 2–1 | 3–1 | —   | 2–0 |
| Junior de Barranquilla | 2–1 | 3–1 | 1–0 | 2–0 | —   | —   | —   | —   | 1–1 | —   | 4–0 | —   | 2–4 | —   | 1–0 | —   | —   | 3–1 | —   | 3–1 |
| La Equidad             | 0–1 | 2–1 | —   | 1–1 | 1–0 | —   | 0–0 | 0–0 | —   | —   | —   | 2–0 | 1–0 | —   | —   | —   | 1–2 | 1–1 | —   | —   |
| Millonarios            | 2–0 | 1–0 | —   | —   | 0–2 | 1–0 | 0–0 | —   | —   | —   | —   | —   | —   | 1–0 | 2–1 | —   | 1–0 | —   | 2–1 | 1–0 |
| Once Caldas            | —   | —   | —   | 0–1 | —   | 1–0 | 2–2 | 0–1 | 3–0 | 0–0 | —   | 2–1 | —   | 1–0 | —   | —   | —   | —   | 2–2 | 1–1 |
| Patriotas Boyacá       | —   | —   | 2–1 | —   | 0–2 | —   | —   | 3–0 | —   | 2–3 | 0–0 | 2–0 | —   | —   | 0–1 | 1–2 | 0–0 | —   | 1–1 | —   |
| Santa Fe               | 3–0 | 0–1 | —   | 3–1 | —   | —   | —   | —   | —   | 1–2 | —   | 1–0 | 4–0 | 2–1 | 1–1 | 0–3 | —   | —   | —   | 1–0 |
| Unión Magdalena        | 2–1 | 0–0 | —   | 0–3 | —   | 0–2 | —   | 0–2 | 0–0 | —   | 2–1 | —   | —   | 0–3 | 1–1 | —   | —   | 0–1 | —   | —   |

### Semifinais Apertura
Os 8 times que avançaram para as semifinais foram sorteados em dois grupos com quatro times cada, as 2 melhores equipes foram alocadas em grupos diferentes. Os vencendores de cada grupo avançarão para a final.

#### Grupo A
| Pos. | Equipe                 | Pts | J | V | E | D | GP | GC | SG |
| ---- | ---------------------- | --- | - | - | - | - | -- | -- | -- |
| 1    | Atlético Nacional      | 12  | 6 | 3 | 3 | 0 | 10 | 5  | +5 |
| 2    | Junior de Barranquilla | 8   | 6 | 2 | 2 | 2 | 5  | 6  | -1 |
| 3    | Millonarios            | 8   | 6 | 1 | 3 | 2 | 5  | 6  | –1 |
| 4    | Atlético Bucaramanga   | 6   | 6 | 2 | 0 | 4 | 5  | 8  | –3 |

|                        | BUC | NAC | JUN | MIL |
| ---------------------- | --- | --- | --- | --- |
| Atlético Bucaramanga   |     | 0–1 | 2–0 | 2–1 |
| Atlético Nacional      | 4–1 |     | 2–1 | 2–2 |
| Junior de Barranquilla | 1–1 | 2–1 |     | 2–1 |
| Millonarios            | 1–0 | 0–0 | 0–0 |     |

#### Grupo B
| Pos. | Equipe                 | Pts | J | V | E | D | GP | GC | SG  |
| ---- | ---------------------- | --- | - | - | - | - | -- | -- | --- |
| 1    | Deportes Tolima        | 13  | 6 | 4 | 1 | 1 | 7  | 2  | +5  |
| 2    | Independiente Medellín | 11  | 6 | 3 | 2 | 1 | 9  | 3  | +6  |
| 3    | La Equidad             | 9   | 6 | 3 | 0 | 3 | 7  | 8  | –1  |
| 4    | Envigado               | 1   | 6 | 0 | 1 | 5 | 2  | 12 | –10 |

|                        | TOL | ENV | IME | EQU |
| ---------------------- | --- | --- | --- | --- |
| Deportes Tolima        |     | 1–0 | 0–0 | 1–0 |
| Envigado               | 1–4 |     | 0–0 | 0–3 |
| Independiente Medellín | 0–1 | 2–1 |     | 2–0 |
| La Equidad             | 1–0 | 2–0 | 1–5 |     |

### Final Apertura
| 22 de junho   | Atlético Nacional                          | 3 – 1  | Deportes Tolima | Estádio Atanasio Girardot, Medellín |
| 20:00 (UTC−5) | Banguero 43' · Candelo 71' · Andrade 90+3' | Súmula | 23' Plata       | Árbitro: Éder Vergara               |

| 26 de junho   | Deportes Tolima           | 2 – 1 | Atlético Nacional | Estádio Manuel Murillo Toro, Ibagué |
| 19:00 (UTC−5) | Olivera 18' · Caicedo 36' |       | Barrera 90+1'     | Árbitro: Andrés Rojas               |

O Atlético Nacional venceu no agregado por 4-3.

## Torneo Clausura

### Classificação da Primeira fase
| Pos | Equipe                 | Pts | J  | V  | E  | D  | GP | GC | SG  | Classificação                                 |
| --- | ---------------------- | --- | -- | -- | -- | -- | -- | -- | --- | --------------------------------------------- |
| 1   | Santa Fe               | 34  | 20 | 10 | 4  | 6  | 25 | 26 | −1  | Avançam para as semifinais do Torneo Clausura |
| 2   | Águilas Doradas        | 33  | 20 | 8  | 9  | 3  | 23 | 15 | +8  | Avançam para as semifinais do Torneo Clausura |
| 3   | Independiente Medellín | 33  | 20 | 9  | 6  | 5  | 30 | 25 | +5  | Avançam para as semifinais do Torneo Clausura |
| 4   | Millonarios            | 32  | 20 | 9  | 5  | 6  | 29 | 19 | +10 | Avançam para as semifinais do Torneo Clausura |
| 5   | Deportivo Pereira      | 32  | 20 | 9  | 5  | 6  | 26 | 21 | +5  | Avançam para as semifinais do Torneo Clausura |
| 6   | Deportivo Pasto        | 32  | 20 | 9  | 5  | 6  | 24 | 23 | +1  | Avançam para as semifinais do Torneo Clausura |
| 7   | América de Cali        | 31  | 20 | 7  | 10 | 3  | 21 | 11 | +10 | Avançam para as semifinais do Torneo Clausura |
| 8   | Junior de Barranquilla | 31  | 20 | 9  | 4  | 7  | 24 | 19 | +5  | Avançam para as semifinais do Torneo Clausura |
| 9   | Atlético Nacional      | 30  | 20 | 7  | 9  | 4  | 31 | 25 | +6  |                                               |
| 10  | Once Caldas            | 30  | 20 | 7  | 9  | 4  | 21 | 18 | +3  |                                               |
| 11  | Atlético Bucaramanga   | 30  | 20 | 9  | 3  | 8  | 26 | 25 | +1  |                                               |
| 12  | Unión Magdalena        | 29  | 20 | 8  | 5  | 7  | 23 | 28 | −5  |                                               |
| 13  | La Equidad             | 28  | 20 | 6  | 10 | 4  | 28 | 27 | +1  |                                               |
| 14  | Deportes Tolima        | 26  | 20 | 6  | 8  | 6  | 23 | 22 | +1  |                                               |
| 15  | Envigado               | 26  | 20 | 7  | 5  | 8  | 22 | 22 | 0   |                                               |
| 16  | Jaguares               | 20  | 20 | 4  | 8  | 8  | 14 | 20 | −6  |                                               |
| 17  | Alianza Petrolera      | 17  | 20 | 4  | 5  | 11 | 24 | 32 | −8  |                                               |
| 18  | Deportivo Cali         | 16  | 20 | 3  | 7  | 10 | 22 | 35 | −13 |                                               |
| 19  | Patriotas Boyacá       | 15  | 20 | 3  | 6  | 11 | 21 | 28 | −7  |                                               |
| 20  | Cortuluá               | 11  | 20 | 2  | 5  | 13 | 12 | 28 | −16 |                                               |

### Desempenho por rodada
|          | 1ª  | 2ª  | 3ª  | 4ª  | 5ª  | 6ª  | 7ª  | 8ª  | 9ª  | 10ª | 11ª | 12ª | 13ª | 14ª | 15ª | 16ª | 17ª | 18ª | 19ª | 20ª |
| Clausura | ALI | DPA | DPA | UNI | MIL | MIL | MIL | MIL | MIL | MIL | MIL | MIL | MIL | MIL | MIL | DPA | DPA | DPA | AGU | SFE |

### Resultados da Primeira Fase
| Mandante \ Visitante   | AGU | ALI | AME | BUC | NAC | COR | TOL | CAL | PAS | PER | ENV | DIM | JAG | JUN | EQU | MIL | ONC | PAT | SFE | MAG |
| ---------------------- | --- | --- | --- | --- | --- | --- | --- | --- | --- | --- | --- | --- | --- | --- | --- | --- | --- | --- | --- | --- |
| Águilas Doradas        | —   | 1–0 | —   | —   | —   | —   | 1–2 | 2–2 | —   | —   | 1–0 | 3–0 | —   | 1–1 | 3–0 | 0–0 | —   | —   | 2–2 | 2–0 |
| Alianza Petrolera      | —   | —   | 0–2 | 3–1 | 0–2 | —   | —   | 4–4 | 0–0 | —   | —   | —   | —   | 0–1 | 1–2 | 2–4 | —   | —   | 4–0 | 0–1 |
| América de Cali        | 2–0 | —   | —   | —   | 0–0 | 1–1 | 0–0 | 1–0 | 4–0 | 0–1 | —   | —   | 1–1 | 2–1 | —   | —   | —   | 2–0 | —   | —   |
| Atlético Bucaramanga   | 0–1 | 3–1 | 0–2 | —   | —   | —   | 2–1 | —   | —   | 1–3 | —   | —   | —   | 0–1 | 3–1 | —   | 0–0 | —   | 2–1 | 1–0 |
| Atlético Nacional      | 1–1 | —   | —   | 3–2 | —   | 1–1 | —   | 3–0 | 3–1 | —   | 1–1 | 3–2 | —   | —   | 1–1 | 1–2 | —   | 1–0 | —   | —   |
| Cortuluá               | 0–0 | 0–2 | —   | 0–2 | —   | —   | 0–1 | 2–0 | —   | —   | —   | 1–0 | 0–1 | —   | —   | 1–4 | 0–1 | —   | —   | 1–2 |
| Deportes Tolima        | —   | 2–0 | —   | —   | 2–2 | 0–0 | —   | 2–0 | —   | 1–3 | —   | 1–1 | 2–2 | —   | 1–1 | 1–0 | 1–0 | —   | —   | —   |
| Deportivo Cali         | —   | —   | 1–0 | 1–1 | —   | —   | —   | —   | 2–0 | —   | 0–3 | 2–2 | 2–2 | —   | 1–2 | —   | 1–1 | 1–0 | —   | 2–2 |
| Deportivo Pasto        | 1–1 | —   | —   | 1–0 | —   | 1–0 | 2–1 | —   | —   | —   | 4–0 | 0–0 | 2–1 | 2–1 | —   | —   | 2–0 | —   | —   | 1–2 |
| Deportivo Pereira      | 2–2 | 1–2 | —   | —   | 1–1 | 2–1 | —   | 2–1 | 2–0 | —   | 0–2 | —   | —   | —   | —   | —   | 1–1 | 2–0 | 0–1 | —   |
| Envigado               | 0–1 | 2–2 | 0–0 | 2–1 | —   | 3–2 | 1–1 | —   | —   | —   | —   | 1–2 | —   | 2–0 | —   | —   | —   | 3–2 | —   | 1–2 |
| Independiente Medellín | —   | 3–1 | 2–0 | 1–2 | 4–3 | —   | —   | —   | —   | 2–1 | —   | —   | 0–0 | —   | 1–1 | —   | 1–1 | 1–0 | 2–0 | —   |
| Jaguares               | 0–0 | 2–1 | —   | 0–1 | 0–1 | —   | —   | —   | 0–1 | 1–2 | 0–0 | —   | —   | 0–2 | 1–1 | —   | —   | —   | 2–1 | —   |
| Junior                 | —   | —   | —   | —   | 3–1 | 2–1 | 2–1 | 1–0 | —   | 0–0 | —   | 4–2 | —   | —   | —   | 0–1 | 1–2 | —   | 2–0 | 1–1 |
| La Equidad             | —   | —   | 0–0 | —   | —   | 1–1 | —   | —   | 2–3 | 1–1 | 0–1 | —   | —   | 0–0 | —   | 1–0 | —   | 4–3 | 2–2 | 4–1 |
| Millonarios            | —   | —   | 2–2 | 0–0 | —   | —   | —   | 4–2 | 1–1 | 0–1 | 1–0 | 1–2 | 2–0 | —   | —   | —   | —   | 0–0 | 2–0 | —   |
| Once Caldas            | 2–0 | 1–1 | 1–1 | —   | 1–0 | —   | —   | —   | —   | 2–1 | 1–0 | —   | 0–1 | —   | 1–1 | 2–1 | —   | 1–1 | —   | —   |
| Patriotas              | 0–1 | 0–0 | —   | 3–4 | —   | 3–0 | 1–1 | —   | 1–1 | —   | —   | —   | 0–0 | 1–0 | 2–3 | —   | —   | —   | —   | 3–1 |
| Santa Fe               | —   | —   | 1–1 | —   | 1–1 | 1–0 | 2–1 | 1–0 | 2–1 | —   | 1–0 | —   | —   | —   | —   | 3–2 | 2–1 | 2–1 | —   | —   |
| Unión Magdalena        | —   | —   | 0–0 | —   | 2–2 | —   | 2–1 | —   | —   | 2–0 | —   | 0–2 | 1–0 | 2–1 | —   | 0–2 | 2–2 | —   | 0–2 | —   |

### Semifinais Clausura
Os 8 times que avançaram para as semifinais foram sorteados em dois grupos com quatro times cada, as 2 melhores equipes foram alocadas em grupos diferentes. Os vencendores de cada grupo avançarão para a final.

#### Grupo A
| Pos. | Equipe                 | Pts | J | V | E | D | GP | GC | SG |
| ---- | ---------------------- | --- | - | - | - | - | -- | -- | -- |
| 1    | Deportivo Pereira      | 12  | 6 | 4 | 0 | 2 | 13 | 9  | +4 |
| 2    | Millonarios            | 11  | 6 | 3 | 2 | 1 | 7  | 4  | +3 |
| 3    | Santa Fe               | 9   | 6 | 2 | 3 | 1 | 8  | 9  | -1 |
| 4    | Junior de Barranquilla | 1   | 6 | 0 | 1 | 5 | 5  | 11 | –6 |

|                        | DPE | JUN | MIL | SFE |
| ---------------------- | --- | --- | --- | --- |
| Deportivo Pereira      |     | 4–3 | 2–1 | 5–1 |
| Junior de Barranquilla | 0–2 |     | 0–1 | 2–3 |
| Millonarios            | 2–0 | 1–0 |     | 1–1 |
| Santa Fe               | 2–0 | 0–0 | 1–1 |     |

#### Grupo B
| Pos. | Equipe                 | Pts | J | V | E | D | GP | GC | SG |
| ---- | ---------------------- | --- | - | - | - | - | -- | -- | -- |
| 1    | Independiente Medellín | 11  | 6 | 3 | 2 | 1 | 6  | 3  | +3 |
| 2    | Águilas Doradas        | 10  | 6 | 3 | 1 | 2 | 9  | 7  | +2 |
| 3    | Deportivo Pasto        | 8   | 6 | 2 | 2 | 2 | 6  | 6  | 0  |
| 4    | América de Cali        | 4   | 6 | 1 | 1 | 4 | 4  | 9  | -5 |

|                   | AGU | AME | DPA | IME |
| ----------------- | --- | --- | --- | --- |
| Águilas Doradas   |     | 2–0 | 3–4 | 1–0 |
| América de Cali   | 1–1 |     | 2–0 | 0–2 |
| Deportivo Pasto   | 0–1 | 1–0 |     | 0–0 |
| Indepen. Medellín | 2–1 | 2–1 | 0–0 |     |

### Final Clausura
| 4 de dezembro de 2022 | Independiente Medellín | 1 – 1 | Deportivo Pereira | Estádio Atanasio Girardot, Medellín      |
| 18:00 (UTC−5)         | Cambindo 38'           |       | 42' Castro        | Público: 42 910 Árbitro: Carlos Betancur |

| 7 de dezembro de 2022 | Deportivo Pereira | 0 – 0 | Independiente Medellín | Estádio Hernán Ramírez Villegas, Pereira |
| 19:00 (UTC−5)         |                   |       |                        | Público: 30 297 Árbitro: Carlos Ortega   |

|                                      |       | Penalidades                             |  |
| Ramirez Castro Medina Zuluaga Berrío | 4 − 3 | Cadavid Arregui Hernandez Pardo Marrugo |  |

Empato em 1–1 no agregado, Deportivo Pereira venceu nos pênaltis.

## Premiação
| Campeonato Colombiano de Futebol de 2022 Primeira Divisão | Campeonato Colombiano de Futebol de 2022 Primeira Divisão |
| Torneo Apertura                                           | Torneo Clausura                                           |
| --------------------------------------------------------- | --------------------------------------------------------- |
| Atlético Nacional Campeão (17º título)                    | Deportivo Pereira Campeão (1º título)                     |

## Tabela Acumulada da Temporada
| Pos | Equipe                 | Pts | J  | V  | E  | D  | GP | GC | SG  | Classificação                            |
| --- | ---------------------- | --- | -- | -- | -- | -- | -- | -- | --- | ---------------------------------------- |
| 1   | Millonarios            | 91  | 52 | 26 | 13 | 13 | 64 | 40 | +24 | 2ª fase da Copa Libertadores 2023        |
| 2   | Independiente Medellín | 91  | 54 | 25 | 16 | 13 | 71 | 51 | +20 | 2ª fase da Copa Libertadores 2023        |
| 3   | Deportes Tolima        | 82  | 48 | 23 | 13 | 12 | 62 | 42 | +20 | 1ª fase da Copa Sul-Americana 2023       |
| 4   | Atlético Nacional (C)  | 81  | 48 | 21 | 18 | 9  | 71 | 48 | +23 | Fase de Grupos da Copa Libertadores 2023 |
| 5   | Junior de Barranquilla | 72  | 52 | 21 | 9  | 22 | 64 | 57 | +7  | 1ª fase da Copa Sul-Americana 2023       |
| 6   | Santa Fe               | 70  | 46 | 19 | 13 | 14 | 62 | 61 | +1  | 1ª fase da Copa Sul-Americana 2023       |
| 7   | Deportivo Pereira (C)  | 69  | 48 | 19 | 12 | 17 | 61 | 57 | +4  | Fase de Grupos da Copa Libertadores 2023 |
| 8   | Águilas Doradas        | 68  | 46 | 18 | 14 | 14 | 49 | 48 | +1  | 1ª fase da Copa Sul-Americana 2023       |
| 9   | La Equidad             | 67  | 46 | 16 | 19 | 11 | 56 | 51 | +5  |                                          |
| 10  | Atlético Bucaramanga   | 65  | 46 | 19 | 8  | 19 | 58 | 58 | 0   |                                          |
| 11  | Deportivo Pasto        | 62  | 46 | 16 | 14 | 16 | 46 | 49 | −3  |                                          |
| 12  | América de Cali        | 58  | 46 | 14 | 16 | 16 | 45 | 45 | 0   |                                          |
| 13  | Envigado               | 58  | 46 | 15 | 13 | 18 | 46 | 55 | −9  |                                          |
| 14  | Once Caldas            | 56  | 40 | 13 | 17 | 10 | 39 | 36 | +3  |                                          |
| 15  | Jaguares               | 47  | 40 | 12 | 11 | 17 | 40 | 49 | −9  |                                          |
| 16  | Alianza Petrolera      | 46  | 40 | 11 | 13 | 16 | 46 | 52 | −6  |                                          |
| 17  | Unión Magdalena        | 40  | 40 | 10 | 10 | 20 | 31 | 56 | −25 |                                          |
| 18  | Patriotas Boyacá       | 36  | 40 | 8  | 12 | 20 | 40 | 51 | −11 |                                          |
| 19  | Deportivo Cali         | 34  | 40 | 7  | 13 | 20 | 36 | 59 | −23 |                                          |
| 20  | Cortuluá               | 31  | 40 | 7  | 10 | 23 | 33 | 55 | −22 |                                          |

1. ↑  Millonarios se classificou para a 2ª fase por vencer a Copa Colômbia 2022.

## Rebaixamento
Uma tabela separada é feita para determinar as equipes que serão rebaixadas para a segunda divisão na próxima temporada. Esta tabela é elaborada pela soma de todas as partidas de primeira fase jogadas na temporada atual e nas duas anteriores, com os pontos ganhos sendo divididos pelo número de partidas jogadas. Os dois piores times ao final da temporada serão rebaixados para a segunda divisão.
| Pos | Team                   | 2020 Pts | 2021 Pts | 2022 Pts | 2022 GM | 2022 GC | 2022 SG | Total Jog | Total Pts | Méd. | Rebaixamento                     |
| --- | ---------------------- | -------- | -------- | -------- | ------- | ------- | ------- | --------- | --------- | ---- | -------------------------------- |
| 1   | Atlético Nacional      | 35       | 76       | 66       | 57      | 40      | 17      | 98        | 177       | 1.81 |                                  |
| 2   | Millonarios            | 30       | 69       | 74       | 52      | 30      | 22      | 98        | 173       | 1.77 |                                  |
| 3   | Deportes Tolima        | 37       | 66       | 66       | 52      | 36      | 16      | 98        | 169       | 1.72 |                                  |
| 4   | Santa Fe               | 40       | 58       | 61       | 54      | 52      | 2       | 98        | 159       | 1.62 |                                  |
| 5   | Junior                 | 33       | 62       | 63       | 54      | 40      | 14      | 98        | 158       | 1.61 |                                  |
| 6   | La Equidad             | 32       | 55       | 58       | 49      | 43      | 6       | 98        | 145       | 1.48 |                                  |
| 7   | América de Cali        | 33       | 58       | 54       | 41      | 36      | 5       | 98        | 145       | 1.48 |                                  |
| 8   | Independiente Medellín | 20       | 52       | 67       | 55      | 44      | 11      | 98        | 139       | 1.42 |                                  |
| 9   | Atlético Bucaramanga   | 21       | 51       | 59       | 53      | 50      | 3       | 98        | 131       | 1.34 |                                  |
| 10  | Deportivo Cali         | 34       | 62       | 34       | 36      | 59      | –23     | 98        | 130       | 1.33 |                                  |
| 11  | Águilas Doradas        | 31       | 39       | 58       | 40      | 41      | –1      | 98        | 128       | 1.31 |                                  |
| 12  | Deportivo Pasto        | 34       | 39       | 54       | 40      | 43      | –3      | 98        | 127       | 1.3  |                                  |
| 13  | Envigado               | 23       | 44       | 57       | 44      | 43      | 1       | 98        | 124       | 1.27 |                                  |
| 14  | Deportivo Pereira      | 18       | 51       | 55       | 47      | 47      | 0       | 98        | 124       | 1.27 |                                  |
| 15  | Once Caldas            | 29       | 37       | 56       | 39      | 36      | 3       | 98        | 122       | 1.24 |                                  |
| 16  | Jaguares               | 17       | 52       | 47       | 40      | 49      | –9      | 98        | 116       | 1.18 |                                  |
| 17  | Alianza Petrolera      | 19       | 37       | 46       | 46      | 52      | –6      | 98        | 102       | 1.04 |                                  |
| 18  | Unión Magdalena        | —        | —        | 40       | 31      | 56      | –25     | 40        | 40        | 1    |                                  |
| 19  | Patriotas (R)          | 17       | 35       | 36       | 40      | 51      | –11     | 98        | 88        | 0.9  | Rebaixado para a Segunda Divisão |
| 20  | Cortuluá (R)           | —        | —        | 31       | 33      | 55      | –22     | 40        | 31        | 0.78 | Rebaixado para a Segunda Divisão |

## Artilharia
| Ranque | Nome             | Clube                  | Gols |
| ------ | ---------------- | ---------------------- | ---- |
| 1      | Dayro Moreno     | Atlético Bucaramanga   | 13   |
| 2      | Luis Carlos Ruiz | Cortuluá               | 11   |
| 3      | Miguel Borja     | Junior de Barranquilla | 10   |
| 3      | Wilson Morelo    | Santa Fe               | 10   |
| 3      | Luciano Pons     | Independiente Medellín | 10   |
| 6      | Leonardo Castro  | Deportivo Pereira      | 9    |
| 7      | Jefferson Duque  | Atlético Nacional      | 8    |
| 7      | Duvier Riascos   | Deportivo Pasto        | 8    |
| 9      | Pablo Sabbag     | La Equidad             | 7    |

| Ranque | Nome             | Clube                  | Gols |
| ------ | ---------------- | ---------------------- | ---- |
| 1      | Leonardo Castro  | Deportivo Pereira      | 15   |
| 2      | Marco Pérez      | Águilas Doradas        | 12   |
| 3      | Diber Cambindo   | Independiente Medellín | 11   |
| 3      | Jefferson Duque  | Atlético Nacional      | 11   |
| 5      | Carlos Bacca     | Junior de Barranquilla | 9    |
| 5      | Ricardo Márquez  | Unión Magdalena        | 9    |
| 5      | Wilson Morelo    | Santa Fe               | 9    |
| 5      | Dayro Moreno     | Atlético Bucaramanga   | 9    |
| 9      | Ayron del Valle  | Once Caldas            | 8    |
| 9      | Andrey Estupiñán | Santa Fe               | 8    |
| 9      | Jesús Hernández  | Envigado               | 8    |
| 9      | Carlos Ramírez   | Deportivo Pereira      | 8    |
| 9      | Pablo Sabbag     | La Equidad             | 8    |